# 장충야오
장충야오(중국어 간체자: 张崇瑶, 정체자: 張崇瑤, 병음: Zhāng Chóngyáo, 한자음: 장숭요, 1985년 11월 26일 ~ )는 중화인민공화국의 레슬링 선수이다. 2012년 런던 올림픽에 참가했다.

## 같이 보기
- 2012년 하계 올림픽 중국 선수단